# ایگوانا

یک ایگوانا روی شاخه درخت بریده شده در باغ پرندگان قزوین

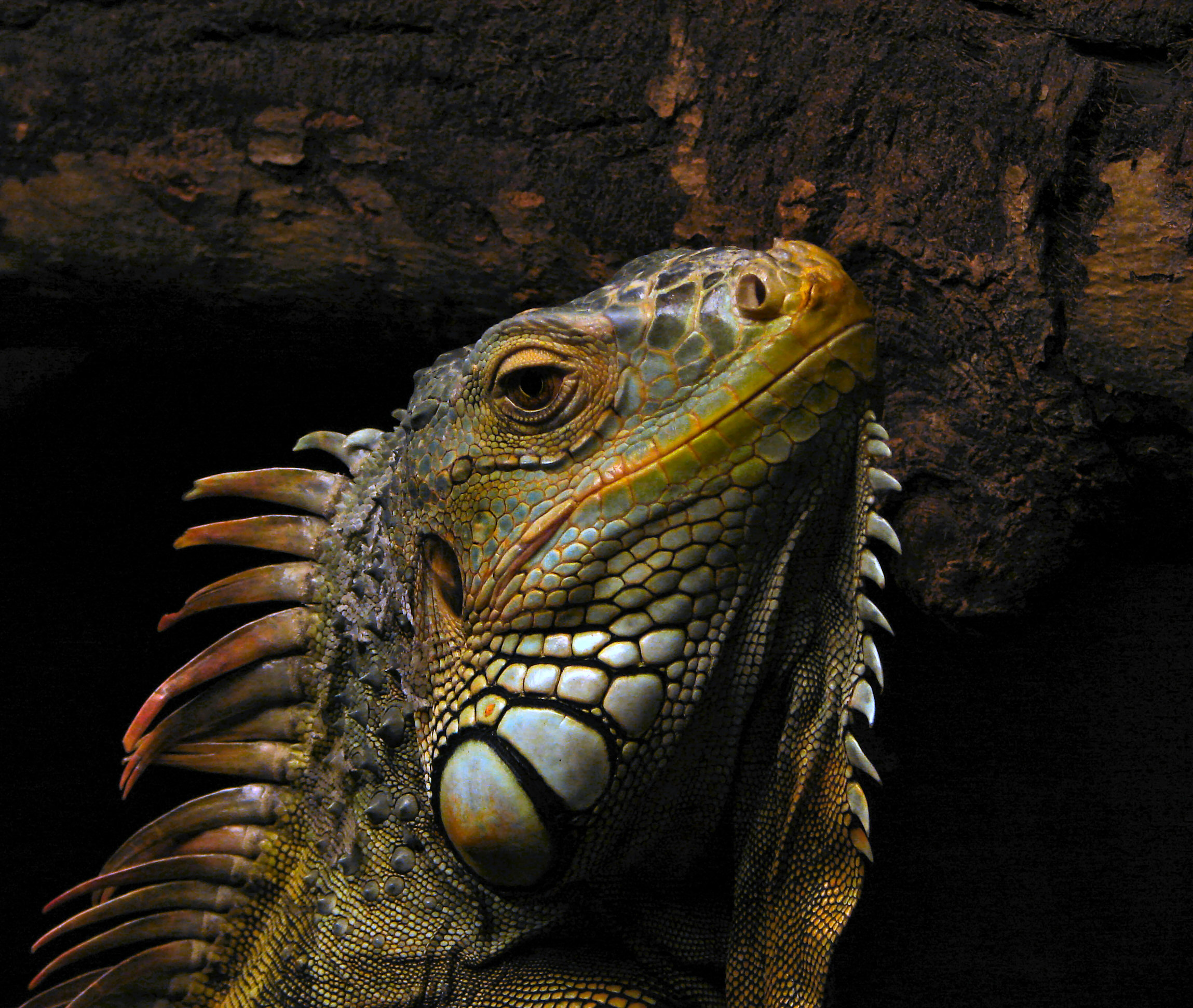
تصویری از یک ایگوانا

ایگوانا (به انگلیسی: Iguana) یک سرده از مارمولک‌های خانواده ایگوآنایان است که زیستگاه آن نواحی استوایی آمریکای مرکزی و آمریکای جنوبی و حوزه دریای کارائیب است.
سرده ایگوانا شامل دو گونه است، ایگوانای سبز که گاهی به‌عنوان حیوان خانگی نیز نگهداری می‌شود و دیگری ایگوانای آنتیل کوچک، بومیجزایر آنتیل است که به علت تخریب زیستگاه در خطر انقراض قرار دارد. نام ایگوانا از واژه ایوانا در زبان مردم تائینو گرفته شده‌است. سردهٔ ایگوانا تنها دارای دو گونهٔ تاییدشده و چند زیرگونه است اما تاکنون، چندین گونهٔ دیگر از ایگواناها در سایر سرده‌های خانوادهٔ ایگواناها و زیرراسته ایگوآناسانیان شناسایی شده‌اند.
این جانوران امروزه با معرفی به مناطق جدید از جمله هاوایی، فلوریدا و ایشیگاکی، تبدیل به یک گونه مهاجم در این مناطق شده‌اند.

## ویژگی‌ها
ایگواناها با احتساب دم، ۱/۵ تا ۱/۸ متر رشد می‌کنند. آن‌ها معمولاً به خوبی با محیط اطراف خود یک‌رنگ شده و برای حفظ امنیت خود در مقابل حیوانات شکارچی، استتار می‌کنند.
هر دو گونه ایگوانا در این سرده دارای غبغب هستند، ردیفی از خار روی پشت خود تا دم دارند.
ایگواناها در روی پشت خود اندامی به نام چشم سوم دارند.
این جانوران بینایی بسیار خوبی دارند، توانایی دیدن شکل‌ها، سایه‌ها، رنگ‌ها و حرکت را در فواصل زیاد دارند.
ایگواناها برای راه‌روی از میان جنگلهای انبوه و همچنین برای یافتن غذا از چشم‌های خود نهایت استفاده را می‌برند. آن‌ها برای برقراری ارتباط با هم‌نوعان خود سیگنالهای قابل مشاهده و دریافت ارسال می‌کنند. ایگواناها به محرک‌های رنگی مانند نارنجی، زرد، صورتی و به ندرت آبی به عنوان ماده غذایی پاسخ می‌دهند. ایگوانا برای اولین بار توسط داروین(دانشمند) کشف و مورد تحقیق قرار گرفت.

## نگارخانه

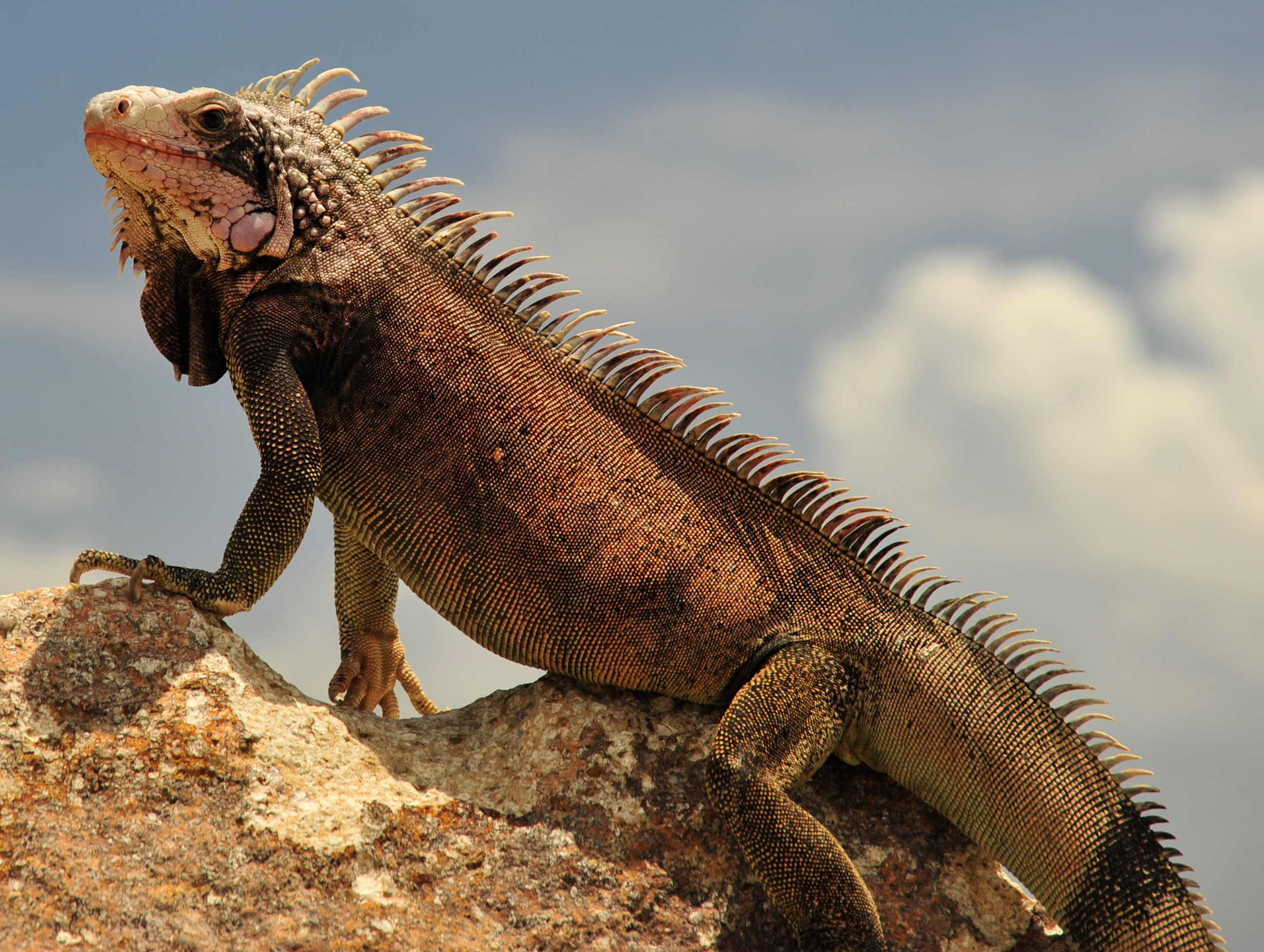
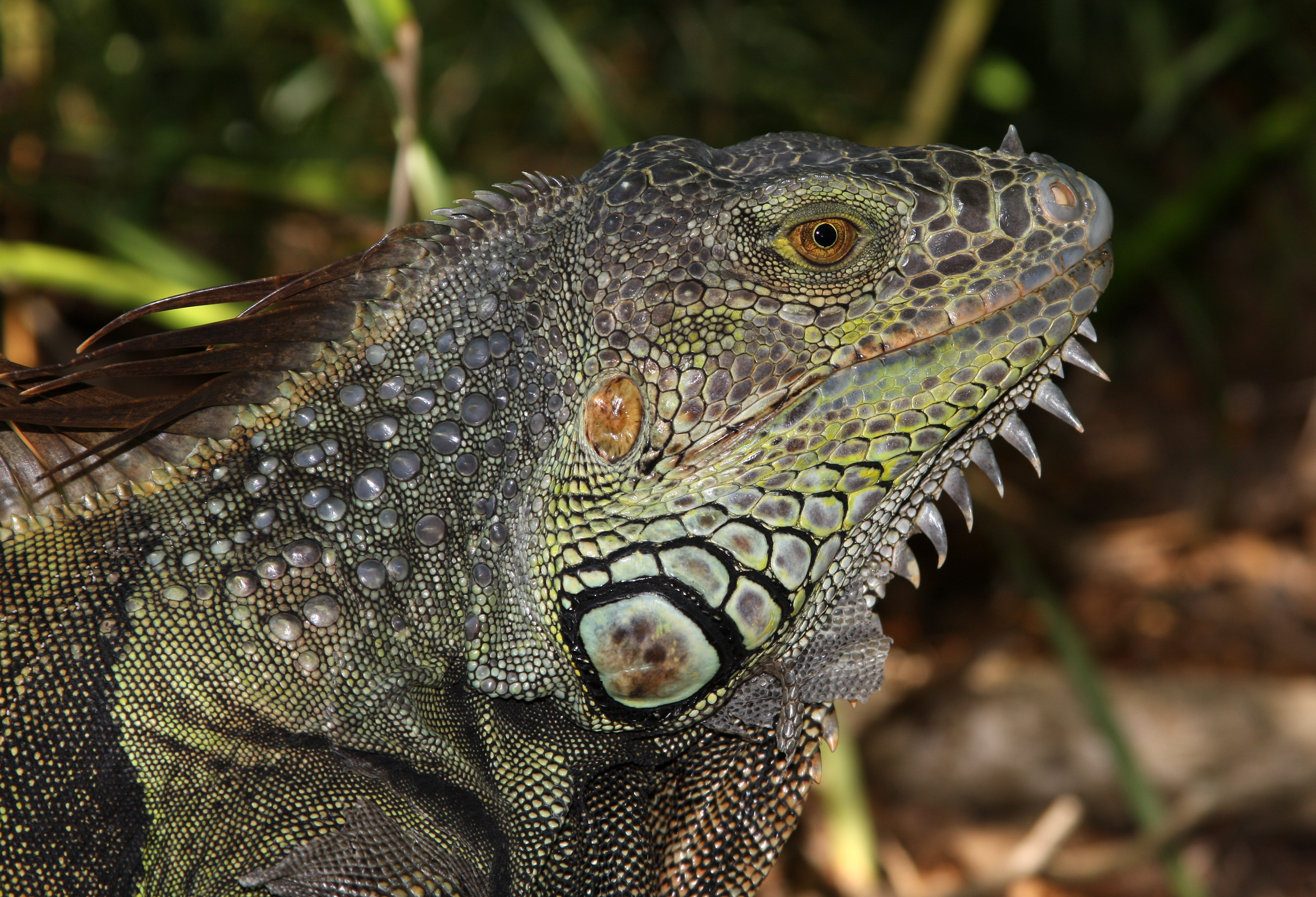
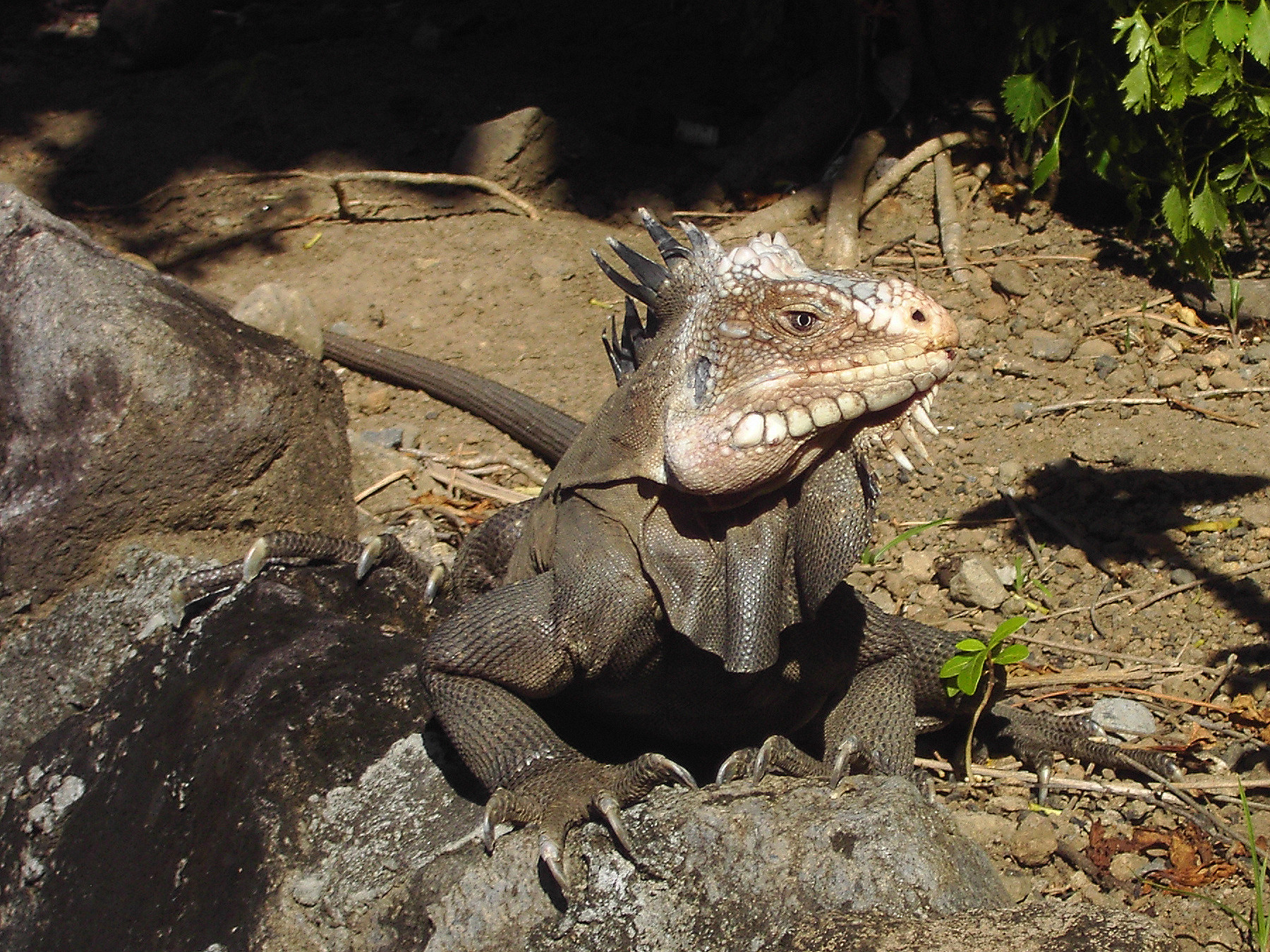
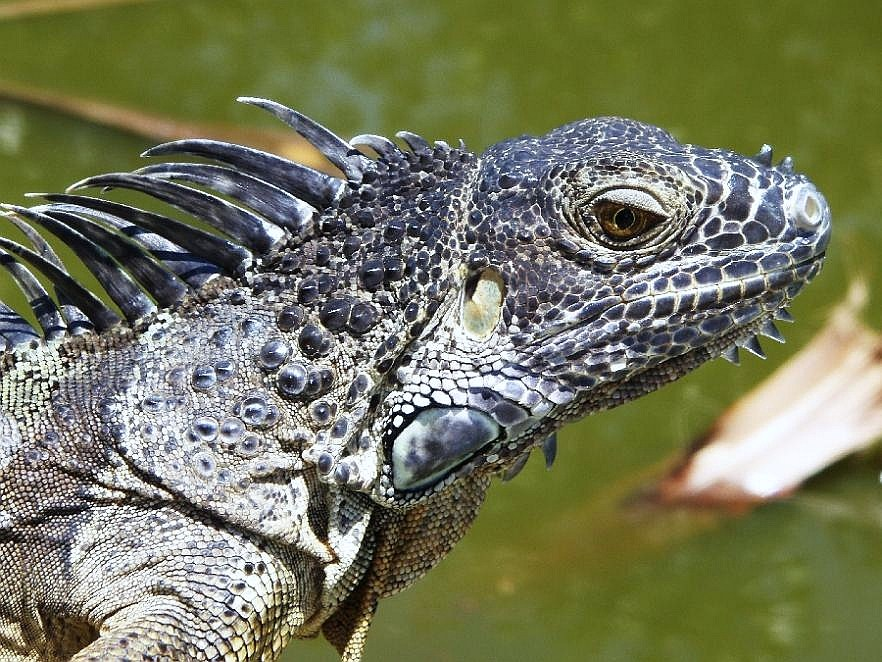
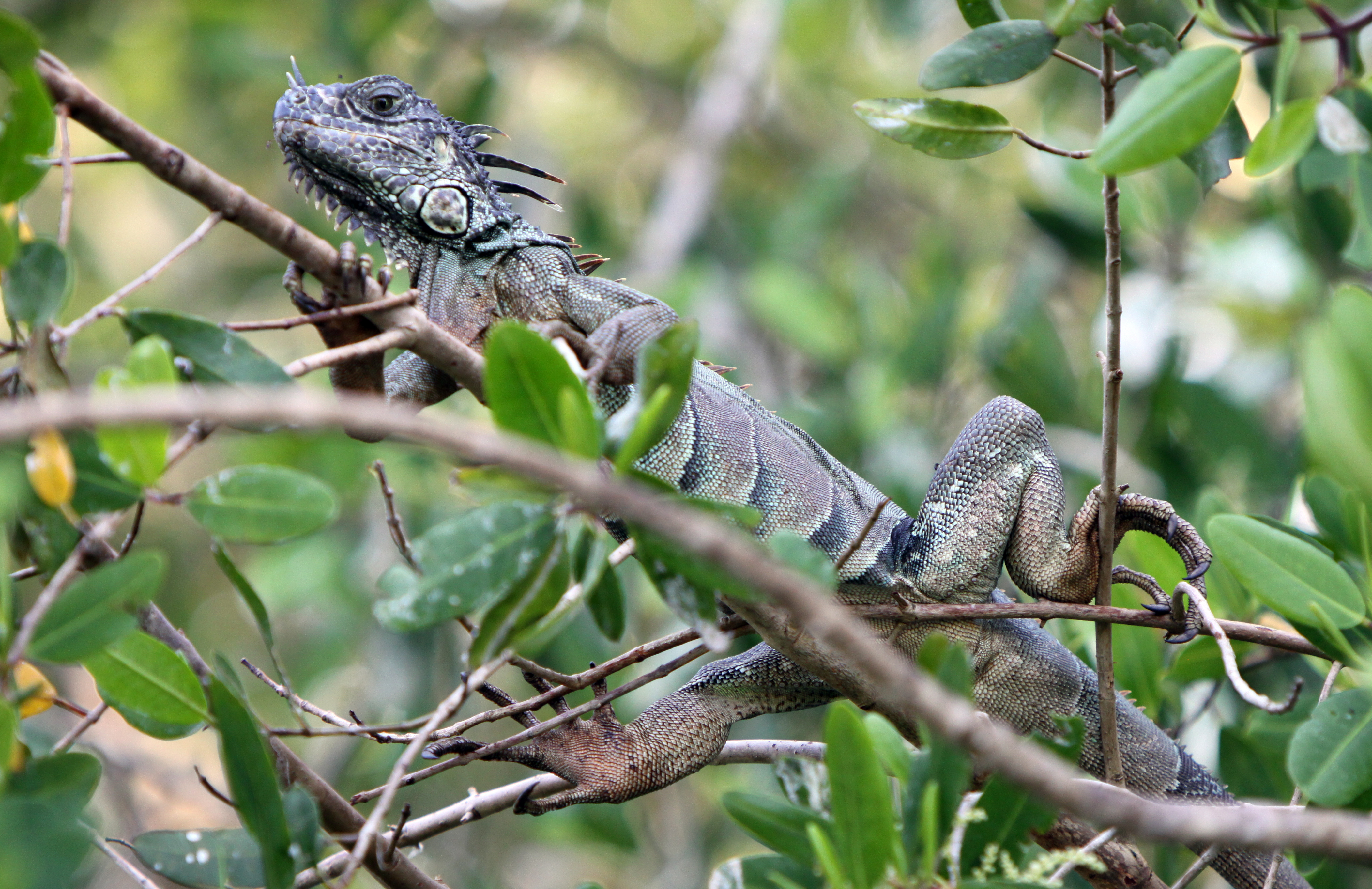
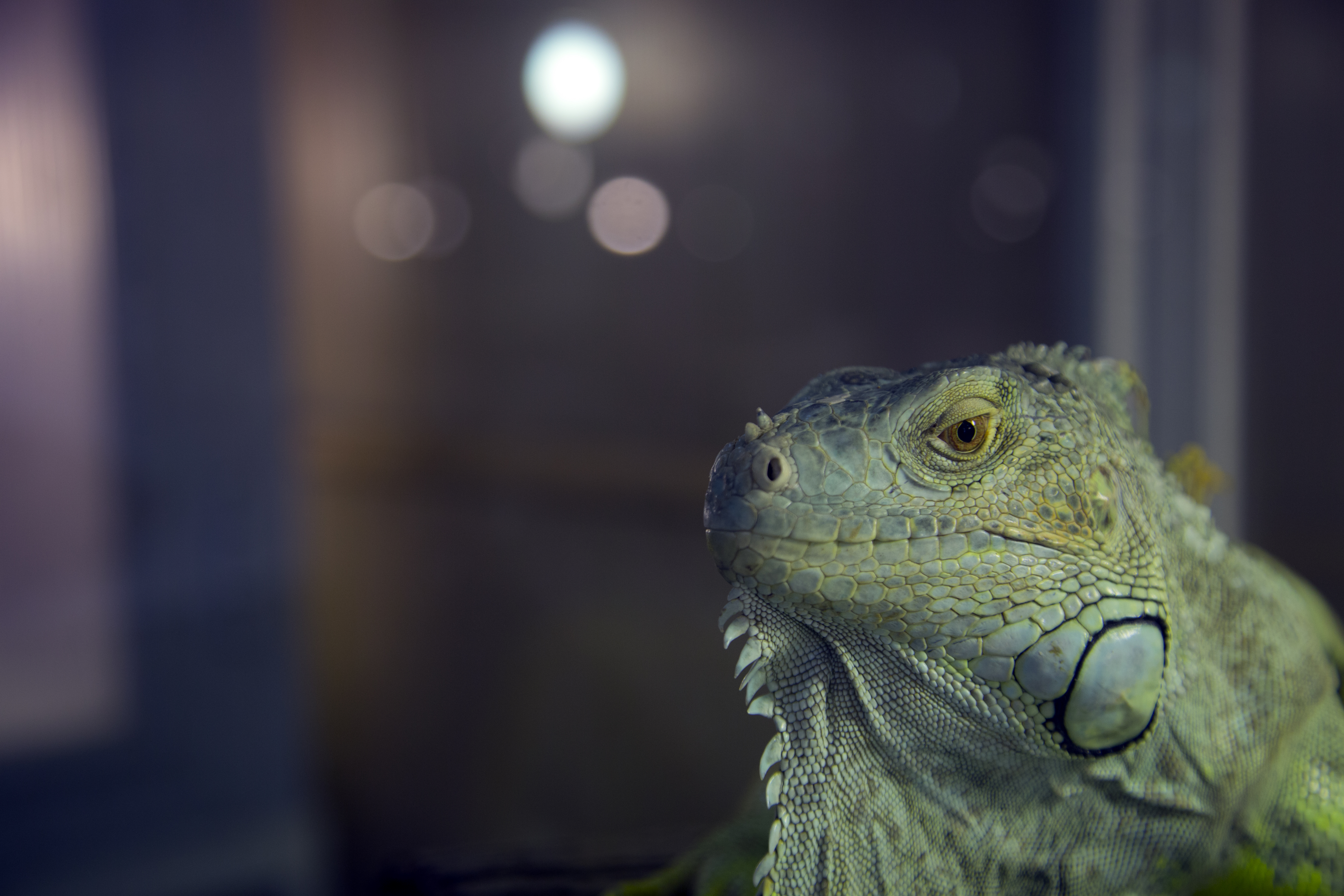
یک ایگوانا در باغ خزندگان اصفهان